# Majorvár
Majorvár mára elpusztult vár a Bükk-vidék csúcsrégiójának déli lejtőjén. Kisgyőrtől alig 2 km-re nyugatra fekszik.

## Elhelyezkedése
Majorvár a 332 méter magas Vár-hegy északkeleti, falu felőli oldalán fekszik egy, a Csincse-patak völgye felé kiugró sziklán 306 méteres tengerszint feletti magasságban.

## Története
A várat oklevelek nem említik, benne feltárás nem történt, így történetéről semmit sem tudunk. 1864-ben Majorház néven említik a romokat. Elhelyezkedése és feltételezhető alaprajza miatt Nováki Gyula és Sándorfi György szerint a 13. század első felében, a tatárjárás előtt  építették.

## Feltárása
Majorvárban régészeti kutatás nem történt, kormeghatározást segítő kerámiatöredékek sem kerültek elő. A várhegy szintvonalas felmérését Ráksi Miklós és Renner Pál végezte el 1986-ban.

## Leírása
A vár területét sűrű bozót fedi, mely alatt a falak nyomai csak nehezen vehetők észre. Nyugati és keleti oldalán viszonylag épen fennmaradt sáncot, közepén egy négyszögletű, kőbe vájt, ismeretlen funkciójú üreget találhatunk.